# إدوينا هايز
إدوينا هايز (بالإنجليزية: Edwina Hayes)‏ هي مغنية مؤلفة بريطانية، ولدت في 6 يونيو 1973.

## وصلات خارجية
- إدوينا هايز على موقع ميوزك برينز (الإنجليزية)
- إدوينا هايز على موقع ديسكوغز (الإنجليزية)